# Стеван Шијачки
Стеван Шијачки (Футог 12. децембар 1885 — Београд 2. јануар 1957) био је композитор и хоровођа.
Музичку школу је завршио у Београду. Као професор музике и диригент радио је у Београду, Загребу, Љубљани, Скопљу и другим градовима. Био је један од првих хоровођа у радничким певачким друштвима Абрашевић и Јединство и скопског Мокрањца.
Компоновао је само вокална дела. Од соло песама познатије су Била једном ружа једна, Нека сунца, Ноћна тајна. Међу многобројним хорским песмама које су настале на бази народних песама, истиче се циклус Кратовске песме.